# Ratko Štritof
Ratko Štritof, född 14 januari 1972 i Rijeka, är en kroatisk vattenpolospelare och -tränare. Han ingick i Kroatiens landslag vid olympiska sommarspelen 1996, 2000 och 2004. Sedan 2014 tränar han Como Nuoto i italienska Serie A1.
Štritof gjorde två mål i den olympiska vattenpoloturneringen i Atlanta. Den gången blev det OS-silver för Kroatien, fyra år senare i Sydney en sjundeplats och 2004 i Aten en tiondeplats.